# Adrian Buba
 (juin 2025).
Si vous disposez d'ouvrages ou d'articles de référence ou si vous connaissez des sites web de qualité traitant du thème abordé ici, merci de compléter l'article en donnant les références utiles à sa vérifiabilité et en les liant à la section « Notes et références ».
 (juin 2025).
La mise en forme du texte ne suit pas les recommandations de Wikipédia : il faut le « wikifier ».
Les points d'amélioration suivants sont les cas les plus fréquents :
- Les titres sont pré-formatés par le logiciel. Ils ne sont ni en capitales, ni en gras.
- Le texte ne doit pas être écrit en capitales (les noms de famille non plus), ni en gras, ni en italique, ni en « petit »…
- Le gras n'est utilisé que pour surligner le titre de l'article dans l'introduction, une seule fois.
- L'italique est rarement utilisé : mots en langue étrangère, titres d'œuvres, noms de bateaux, etc.
- Les citations ne sont pas en italique mais en corps de texte normal. Elles sont entourées par des guillemets français : « et ».
- Les listes à puces sont à éviter, des paragraphes rédigés étant largement préférés. Les tableaux sont à réserver à la présentation de données structurées (résultats, etc.).
- Les appels de note de bas de page (petits chiffres en exposant, introduits par l'outil «  Source ») sont à placer entre la fin de phrase et le point final[comme ça].
- Les liens internes (vers d'autres articles de Wikipédia) sont à choisir avec parcimonie. Créez des liens vers des articles approfondissant le sujet. Les termes génériques sans rapport avec le sujet sont à éviter, ainsi que les répétitions de liens vers un même terme.
- Les liens externes sont à placer uniquement dans une section « Liens externes », à la fin de l'article. Ces liens sont à choisir avec parcimonie suivant les règles définies. Si un lien sert de source à l'article, son insertion dans le texte est à faire par les notes de bas de page.
- La présentation des références doit suivre les conventions bibliographiques. Il est recommandé d'utiliser les modèles {{Ouvrage}}, {{Chapitre}}, {{Article}}, {{Lien web}} et/ou {{Bibliographie}}. Le mode d'édition visuel peut mettre en forme automatiquement les références.
- Insérer une infobox (cadre d'informations à droite) n'est pas obligatoire pour parachever la mise en page.

Pour une aide détaillée, merci de consulter Aide:Wikification.
Si vous pensez que ces points ont été résolus, vous pouvez retirer ce bandeau et améliorer la mise en forme d'un autre article.
Pour les articles homonymes, voir Buba.
Adrian Bubă, né le 8 juin 1953 à Caransebeș (Roumanie), est un peintre franco-roumain installé à Paris, et associé aux écoles roumaine et française de peinture des XXe et XXIe siècles,,. Son travail, présent dans des collections publiques en France, Roumanie et Chine,, explore la frontière entre abstraction et figuration.

## Biographie
Adrian Buba naît le 8 juin 1953 à Caransebeș, une petite ville de Transylvanie, en Roumanie. Il commence à peindre dès son jeune âge. Il étudie à l'Université nationale d'art de Bucarest (Institut d’Arts Plastiques "Nicolae Grigorescu"), où il est diplômé en 1976, major de sa promotion.

## Carrière

[https://www.blurb.com/books/3138753-adrian-buba Magma

Entre 1976 et 1980, il est conservateur au Musée national d'Art de Roumanie. En 1979, il reçoit le Prix national de peinture. En décembre de la même année, la Galeria Orizont à Bucarest publie une monographie à son sujet.
En 1980, il s’installe en Allemagne, puis à Paris en 1981. Il devient citoyen français en 1984.
En 1981, Buba cofonde le collectif artistique « Die Gruppe » à Leonberg (Allemagne), avec Bunsen, Fabritius, Fleishmann, Markos et Mendler.
Il effectue une résidence à la Cité internationale des arts de Paris (1981–1982), qui organise sa première exposition en France en 1982. En 1983, il reçoit le Prix d'Art Sacré au XIIIe Prix International d'Art Contemporain de Monte-Carlo.

## Expositions

2014, Exposition d’art contemporain CEE à Ningbo, Chine, avec Adrian Buba, Mirza Davitaia, Wesley N. Rasko et Niyaz Nafajov, commissariat de Bruno Massa.

Il expose ensuite dans de nombreux pays :  
- 1992 Galerie du Sénat, Paris
- 1994 Musée de Saint-Paul-de-Vence
- 1994, 1995 Galerie Albion, Cannes
- 1993–2014 Galerie Sievi, Berlin
- 2014 Musée d’art de Ningbo, Chine[5],[6]
- 2015- Expositions privées (Paris, Bruxelles)
- 2016  Galerie 18,Paris    -Cabinet Jeantet,Paris
- 2017 Galerie Singulier, Bruxelles  -Galerie Joseph,Paris
- 2018 Exposition 16 plus 1, Sofia (Bulgarie)
- 2019 Adams Morgan, Washington DC [9]
- 2020-2025 Expositions privées, Paris

Le style de Buba est souvent comparé à celui de Francis Bacon et Willem de Kooning.

## Collections publiques
- France : Fonds national d'art contemporain (Centre National des Arts Plastiques) déposée dans les collections du Ministère des Affaires étrangères français à Paris. œuvre Centaure (1981), depuis 1984[4]
- Chine : Musée d’art contemporain de Ningbo[5],[6]
- Roumanie : Musées nationaux

## Réception critique
Le critique d’art René Huyghe (1906–1997), membre de l’Académie française, écrit à Jacques Chirac :
« J’ai été frappé par la qualité de ses œuvres qui me semblent marquer une étape importante de l’art moderne. Il a concilié, en effet, une certaine apparence figurative avec les libres bénéfices de l’art abstrait. »